# جیم میسکیمن
جیم میسکیمن  (به انگلیسی: Jim Meskimen) (زاده ۱۰ سپتامبر ۱۹۵۹) بازیگر آمریکایی است.
از فیلم‌های معروف او می‌توان به بازی در فیلم چگونه گرینچ کریسمس را دزدید اشاره کرد.